# كعكة السبانخ
كعكة السبانخ كعكة تحتوي على سبانخ ممزوجة بالخليط. وهي معروفة في تُركيَّة باسم ispanaklı kek.